# Paratuerta undulata
Paratuerta undulata là một loài bướm đêm trong họ Noctuidae.